# Fernán Ferreiroa
Fernán Ferreiroa López (ur. 10 lutego 1995 w Nigrán) – hiszpański piłkarz występujący na pozycji pomocnika w Enosis Neon Paralimni.

## Kariera klubowa
Grę w piłkę nożną rozpoczął w amatorskim klubie ED Val Miñor Nigrán z rodzinnego miasta Nigrán. W 2009 roku przeniósł się do akademii Celty Vigo. 29 kwietnia 2012 zaliczył debiut na poziomie seniorskim w Segunda División B w meczu rezerw Celty z CD Leganés (0:4). Przed sezonem 2013/14 został na stałe włączony do zespołu rezerw i stał się zawodnikiem podstawowego składu. W styczniu 2015 roku został wypożyczony na 6 miesięcy do SD Compostela, gdzie rozegrał 3 ligowe spotkania. Dwa miesiące po powrocie do Celty Vigo rozwiązał swoją umowę z klubem i odszedł do czwartoligowego zespołu CD Choco, gdzie w 23 występach strzelił 1 gola.
Latem 2016 roku Ferreiroa został graczem Gimnástica Segoviana CF (Tercera División). W sezonie 2016/17 z 15 bramkami został najlepszym strzelcem zespołu i awansował ze swoją drużyną do Segunda División B, z której spadł rok później. Po degradacji klubu podpisał roczny kontrakt z Barakaldo CF prowadzonym przez Aitora Larrazábala. W sezonie 2018/19 rozegrał na poziomie Segunda División B 22 spotkania, w których zdobył 1 gola.
W czerwcu 2019 roku podpisał roczną umowę z azerskim klubem Qəbələ FK. 17 sierpnia zadebiutował w Premyer Liqası w przegranym 0:2 meczu przeciwko Sumqayıt FK. W sezonie 2019/20, przerwanym z powodu pandemii COVID-19, zanotował on 18 występów i zdobył 3 bramki. We wrześniu 2020 roku został piłkarzem Jagiellonii Białystok. 17 października zaliczył pierwszy mecz w Ekstraklasie przeciwko Lechowi Poznań (2:1). Po sezonie 2020/21, w którym zanotował 11 spotkań, opuścił klub i powrócił do Qəbələ FK. Latem 2022 roku przeszedł do Enosis Neon Paralimni. 4 listopada zadebiutował w Protathlima A’ Kategorias w przegranym 0:2 meczu z APOEL FC.

## Kariera reprezentacyjna
W 2011 roku został powołany przez Santiego Denię na obóz treningowy reprezentacji Hiszpanii U-16.